# 尼古拉·拉德策維奇
尼古拉·拉蒂切维奇（1994年4月25日—），塞爾維亞籃球運動員。他現在效力於西班牙籃球甲級聯賽球隊塞維利亞籃球俱樂部。在2015年NBA選秀中，他被丹佛掘金選中。